# Pico da Cruz (Sete Cidades)
O Pico da Cruz (Sete Cidades) é uma elevação portuguesa localizadana freguesia das Sete Cidades, concelho de Ponta Delgada, ilha de São Miguel, arquipélago dos Açores.
Este acidente geológico tem o seu ponto mais elevado a 845 metros de altitude acima do nível do mar e faz parte do Maciço das Sete cidades de que é o segundo ponto mais alto logo a seguir ao Pico das Éguas.
Localiza-se numa zona densamente arborizada onde se observa uma variada, abundante e riquíssima floresta onde predomina a flora endémica típica da Macaronésia, podendo também ser observada abundantes plantações de Criptomeria. A associação entre esta flora cada vez mais rara, associada à paisagem envolvente onde se destaca a Lagoa das Sete Cidades, deu origem à criação da Zona de Paisagem Protegida das Sete Cidades.
Nas imediações desta formção encontra-se o Pico das Éguas, a Serra Devassa, e a elevação Chã do Marco, além da Lagoa do Canário, da Lagoa de Pau Pique e da Lagoa do Junco.